# ГЕС Віларіно-дас-Фурнас
ГЕС Віларіно-дас-Фурнас (порт. Barragem de Vilarinho das Furnas) — гідроелектростанція на півночі Португалії.
Ресурс для роботи станції отримують із річки Омем, правої притоки Каваду, яка тече з гірської системи Peneda-Gerês. Для цього спорудили бетонну аркову греблю висотою 94 метри та довжиною 385 метрів, на спорудження якої пішло 294 тис. м3 матеріалу. Вона утримує водосховище із площею поверхні 3,46 км2 та об'ємом 118 млн м3 (корисний об'єм 116 млн м3).
Із водосховища бере початок дериваційний тунель довжиною 7,6 км, яким вода подається на південь, через водорозділ зі згаданою вище річкою Каваду, в результаті чого забезпечується напір від 378 до 425 метрів.
Машинний зал станції розташований на узбережжі однієї з заток водосховища Канісада (остання велика ГЕС у каскаді на Каваду). При введенні в експлуатацію у 1972 році його обладнали турбіною типу Френсіс потужністю 67,7 МВт, до якої в 1987-му додали другу турбіну того ж типу потужністю 73,6 МВт. Остання також може працювати в насосному режимі з потужністю 78,6 МВт, здійснюючи гідроакумуляцію із використанням сховища Канісада як нижнього резервуару.
Зв'язок з енергосистемою здійснюється по ЛЕП, що працює під напругою 160 кВ.
Станція не потребує постійної присутності персоналу та керується дистанційно.